# Karen Parkin
Karen Parkin (* 1965 in Bowden, Großbritannien) ist eine britische Managerin. Von Mai 2017 bis Ende Juni 2020 war sie Personalvorstand der Adidas AG.

## Werdegang
Karen Parkin machte ihren Bachelor of Education von 1984 bis 1988 an der Sheffield Hallam University und schloss später das Business Management Leadership Program an der Lancaster University Management School an.
1989 machte Parkin ihren Berufseinstieg als Business Account Director bei Lego UK. Dort blieb sie sieben Jahre bis 1996 und erfüllte unterschiedliche Positionen. Von 1996 bis 1997 wechselte sie als Sales Director zu Tiger Electronics und stieg anschließend als Sales Managerin bei Adidas UK ein.
Ihr Weg bei Adidas führte sie mit unterschiedlichen Stationen u. a. 2004 als Vice President Business Development von Adidas America zur Adidas Group, wo sie seit November 2014 als Chief Human Resources Officer arbeitet. Am 12. Mai 2017 wurde Karen Parkin als erste Frau in den Vorstand der Adidas AG berufen. Wegen Kritik an ihrem Umgang mit dem Thema Rassismus reichte sie ein Rücktrittsgesuch am 1. Juli 2020 ein, welches der Aufsichtsrat annahm.